# Derek Bond
Derek Bond, né le 26 janvier 1920 à Glasgow et mort le 15 octobre 2006 à Londres, est un acteur britannique.

## Filmographie

### Acteur
- 1946 : J'étais un prisonnier : Lieut.Harley
- 1947 : Oncle Silas : Lord Richard Ilbury
- 1947 : The Life and Adventures of Nicholas Nickleby : Nicholas Nickleby
- 1947 : Les Amours de Joanna Godden (The Loves of Joanna Godden) : Martin Trevor
- 1948 : Voyage brisé (Broken Journey) : Richard Faber
- 1948 : L'Aventure sans retour : Capitaine L.E.G. Oates
- 1948 : The Weaker Sex (en) : Nigel
- 1949 : Christophe Colomb : Diego de Arana
- 1949 : Marry Me! de Terence Fisher
- 1949 : Poet's Pub : Saturday Keith
- 1950 : Tony Draws a Horse : Tim Shields
- 1951 : The Quiet Woman : Duncan
- 1952 : Distant Trumpet : David Anthony
- 1952 : La Treizième Heure : Sir Christopher Lenhurst
- 1952 : The Caretaker's Daughter : Robert Bentley
- 1953 : Le Roi de la pagaille : Gerald
- 1954 : Stranger from Venus de Burt Balaban : Arthur Walker
- 1954 : Svengali : The Laird
- 1954 : Tale of Three Women : Max (segment "Wedding Gift' story)
- 1955 : Three Cornered Fate : Robert Parker
- 1956 : High Terrace (en), d'Henry Cass : John Mansfield
- 1957 : Rogue's Yarn : John Marsden
- 1958 : Black Tide : Paul Seymour
- 1958 : Inspecteur de service : Det Sgt. Kirby
- 1960 : The Hand : Roberts / Roger Crawshaw
- 1964 : Saturday Night Out : Paul
- 1964 : Swingers' Paradise : Douglas Leslie
- 1966 : Press for Time : Maj. R.E. Bartlett
- 1966 : Secrets of a Windmill Girl : Inspecteur Thomas
- 1971 : Commando pour un homme seul : Lord Charnley
- 1974 : Intimate Reflections : Bank Manager
- 1975 : Hijack ! : Power Boat Owner
- 1998 : Visions : Shooter

#### Télévision

##### Séries télévisées
- 1951 : BBC Sunday-Night Theatre : Dr. Willan
- 1953 : A Place of Execution : Paul Farrell
- 1955 : London Playhouse : Chalmers
- 1955 : Rheingold Theatre : Michael Farron
- 1955 : The Vise : Robert Parker
- 1956 : Adventure Theater : Max
- 1956 : ITV Television Playhouse : Talbot Fallows
- 1956 : The Errol Flynn Theatre
- 1958 : The New Adventures of Charlie Chan : Peter Ross
- 1959 : ITV Play of the Week : Capt. William O'Shea
- 1959 : The Invisible Man : John Norton
- 1959 : William Tell : Emperor
- 1960 : Meet the Champ
- 1961 : The Citadel : Mr. Boon
- 1962 : Comedy Playhouse : Mr. Gore-Willoughby MP
- 1964 : Vacation Playhouse : George Andrews
- 1965 : 199 Park Lane : Lord Caister
- 1965 : Emergency-Ward 10 : Lance Lane-Russell
- 1965 : Story Parade : Sir Simon Andover
- 1965 : The Flying Swan : Dr. Fane
- 1965 : The Walrus and the Carpenter
- 1966 : Cooperama
- 1967 : Le Saint : Fellows
- 1967 : No Hiding Place : Richard Miles
- 1969 : Callan : Hunter #3
- 1970 : Manhunt : Peterson
- 1971 : The Passenger : Colonel Reams
- 1972 : Dad's Army : the Minister
- 1973-1974 : Crown Court : Michael Lawford-Brown / Gregory Mitchell
- 1974 : Angoisses : Maycroft
- 1978 : BBC2 Play of the Week : Rouse-Evans
- 1979 : Sherlock Holmes and Doctor Watson : Sir Charles Liley
- 1980 : Play for Today : Rouse-Evans
- 1982 : Triangle : James Wootton
- 1984 : Scotland's Story : Joseph Chamberlain / Lord Hamilton

##### Téléfilms
- 1938 : R.U.R.
- 1948 : Frieda : Robert Dawson
- 1949 : The Silver Cord : David Phelps
- 1957 : Pantomania : Babes in the Wood : A Robber
- 1981 : Dangerous Davies : The Last Detective : Det. Supt. Carter